# Орт (гірництво)
Орт (рос. орт, англ. ort, cross-cut, breakthrough; нім. Ort n) — горизонтальна гірнича виробка, яка не має безпосереднього виходу на денну поверхню і пройдена по корисній копалині навхрест простяганню в межах родовища.
Джерело: Положення про проектування гірничодобувних підприємств України та визначення запасів корисних копалин за ступенем підготовленості до видобування.